# Euxoamorpha molibdoida
Euxoamorpha molibdoida är en fjärilsart som beskrevs av Otto Staudinger 1898. Euxoamorpha molibdoida ingår i släktet Euxoamorpha och familjen nattflyn. Inga underarter finns listade i Catalogue of Life.